# Sira (Norvège)
Pour les articles homonymes, voir Sira.
Sira est un village de Norvège faisant partie de la kommune de Flekkefjord dans le comté d'Agder. Il est frontalier avec le comté du Rogaland.

## Population
Le village compte, au 1er janvier 2012, 577 habitants.

## Communication
Le village se trouve le long de la route européenne 39. Il a également sa propre gare qui fait partie de la ligne du Sørland.